# Microcharon juberthiei
Microcharon juberthiei är en kräftdjursart som beskrevs av Nicole Coineau 1968. Microcharon juberthiei ingår i släktet Microcharon och familjen Microparasellidae.

## Underarter
Arten delas in i följande underarter:
- M. j. juberthiei
- M. j. ramosus